# Powiat Shimoniikawa
Powiat Shimoniikawa (jap. 下新川郡 Shimoniikawa-gun) – powiat w Japonii, w prefekturze Toyama. W 2024 roku liczył 32 666 mieszkańców.

## Miejscowości
- Asahi
- Nyūzen